# 必殺! 最強チル
『必殺! 最強チル』（ひっさつ! さいきょうチル、原題：최강 칠우）は、韓国KBSで2008年6月17日から同年8月19日まで放送された史劇ファンタジードラマ。主人公チェ・チル役をエリックが演じた。日本で人気のある時代劇「必殺シリーズ」のリメーク作品である。全20話。
日本では衛星劇場で放送されたほか、2009年4月29日から同年11月11日までBS朝日で放送され、その後はホームドラマチャンネルにて放送された。

## 概要
日本で人気のある時代劇「必殺シリーズ」に着目した韓国側が著作権保有者のABCと松竹からストーリーフォーマットを買い、韓国向けにアレンジした作品。このため、日本でDVD発売されるのを期に、正式に「必殺シリーズ」に外伝扱いとして編入されており、邦題には原題の先頭に「必殺！」を付け加えられただけのものとなっている。昼は冴えない木っ端役人が夜は刺客（チャゲック）となり、法に裁かれない悪を始末する。主演のエリックは、本作を最後に兵役に就いた。イ・オンにとっては、遺作となっている。

## あらすじ
義禁府に務めるチェ・チルは、養父を殺されて以来、世の中に関わらないことを信条に、妹ウヨンの成功をただただ願っていた。しかし、世継ぎ争いに巻き込まれ、ウヨンは殺されてしまい、怒りのあまり、ホ・ウォンドを殺したチルだが、その現場をミン・スングクに目撃される。

## 出演
- チェ・チル／カン・チル：エリック

主人公。昼は義禁府の冴えない役人だが、夜は凄腕の刺客となる。
- フクサン／キム・ヒョク：ユ・アイン

養父の義禁府長官によって刺客として育てられた。顔にZ形の傷跡がある。
- ユン・ソユン：ク・ヘソン

義禁府の下人で、チルの初恋の人。
- ミン・スングク：チョン・ノミン

世子殺害事件に巻き込まれて死んだ同僚の敵討ちを悲願としている。
- ジャジャ：イ・オン

刺客団の殺し屋
- チェ・ナムドク：イム・ハリョン

チルの義父。自ら刺客として志願する。
- ヨンドゥ：ソン・ハユン

刺客団の殺し屋。チルに想いを寄せる。
- チョルソク：チャン・ジュニョン